# Fåfänga (byggnad)

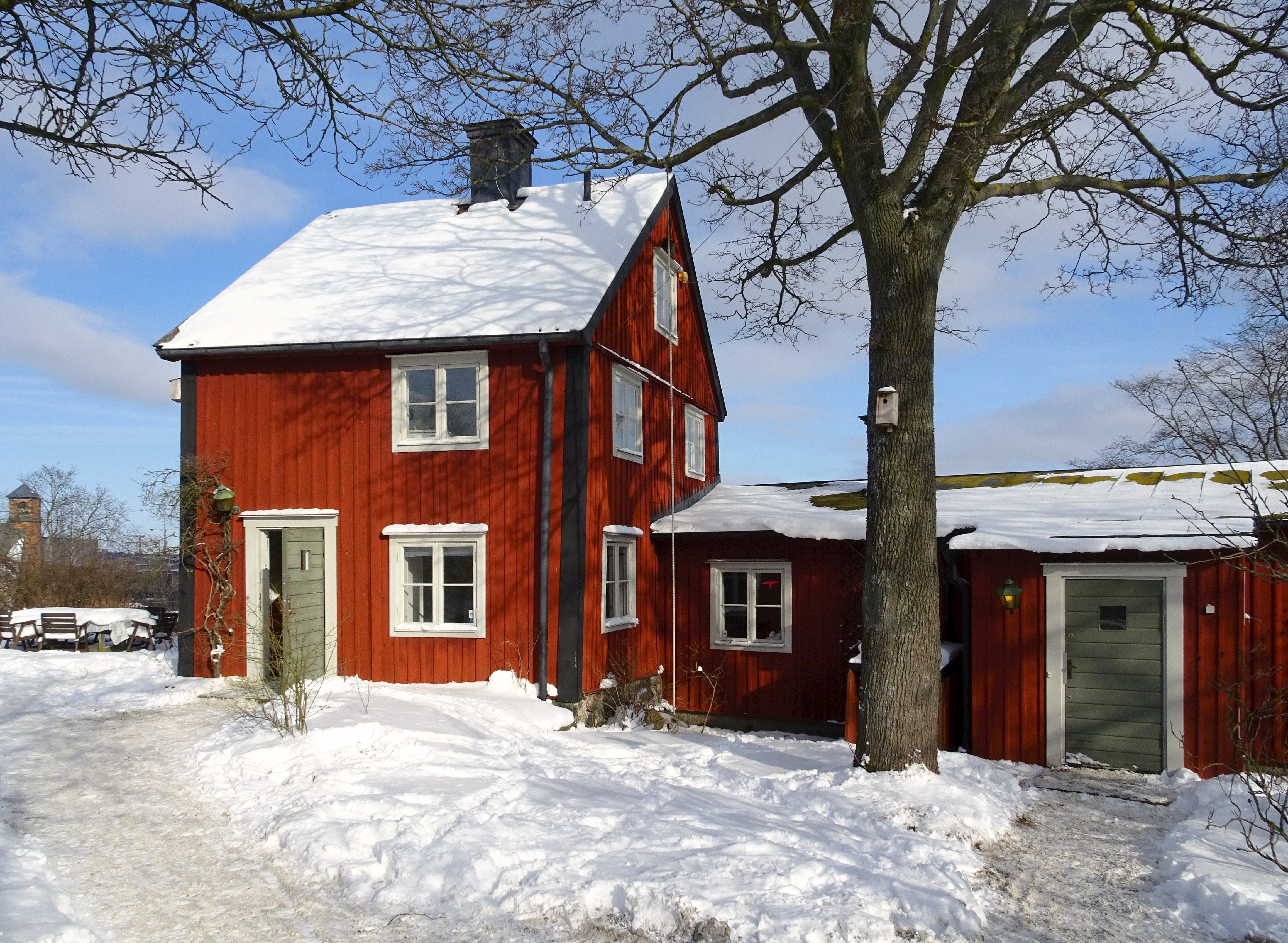
Titzens fåfänga på Södermalm i Stockholm.

En fåfänga är en byggnad som, förutom att vara dekorativ, i stort sett saknar funktion. Framförallt förekommer de som fantasibyggnader i engelska trädgårdar och europeiska slottsparker från barocken och romantiken. 
Ibland används även den engelska termen folly eller franska folie, vilket i franskan även kan betyda lustslott eller eremitage.

## Exempel på fåfängor

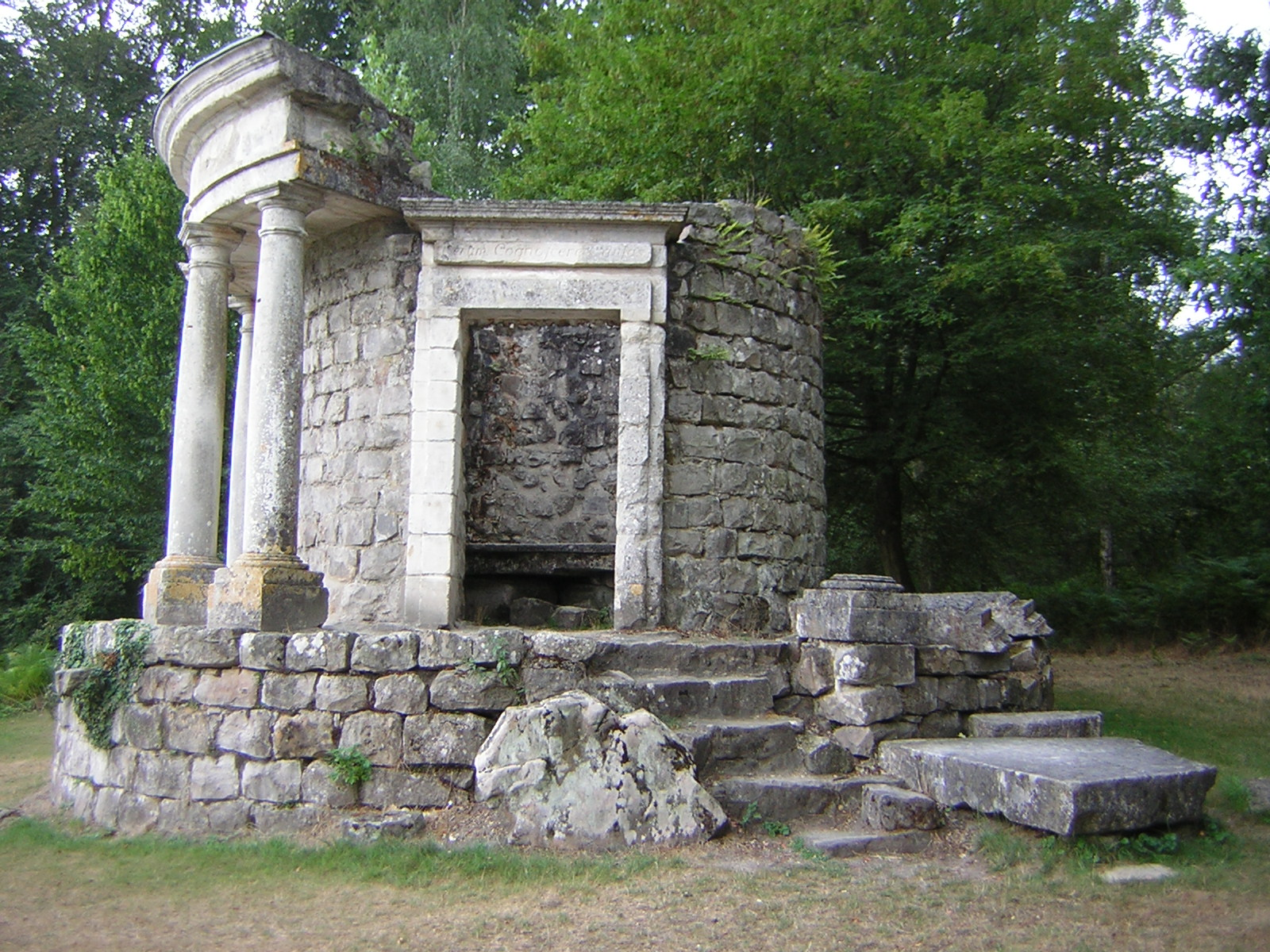
Den moderna filosofins tempel, cirka 1770, Ermenonville, Frankrike.
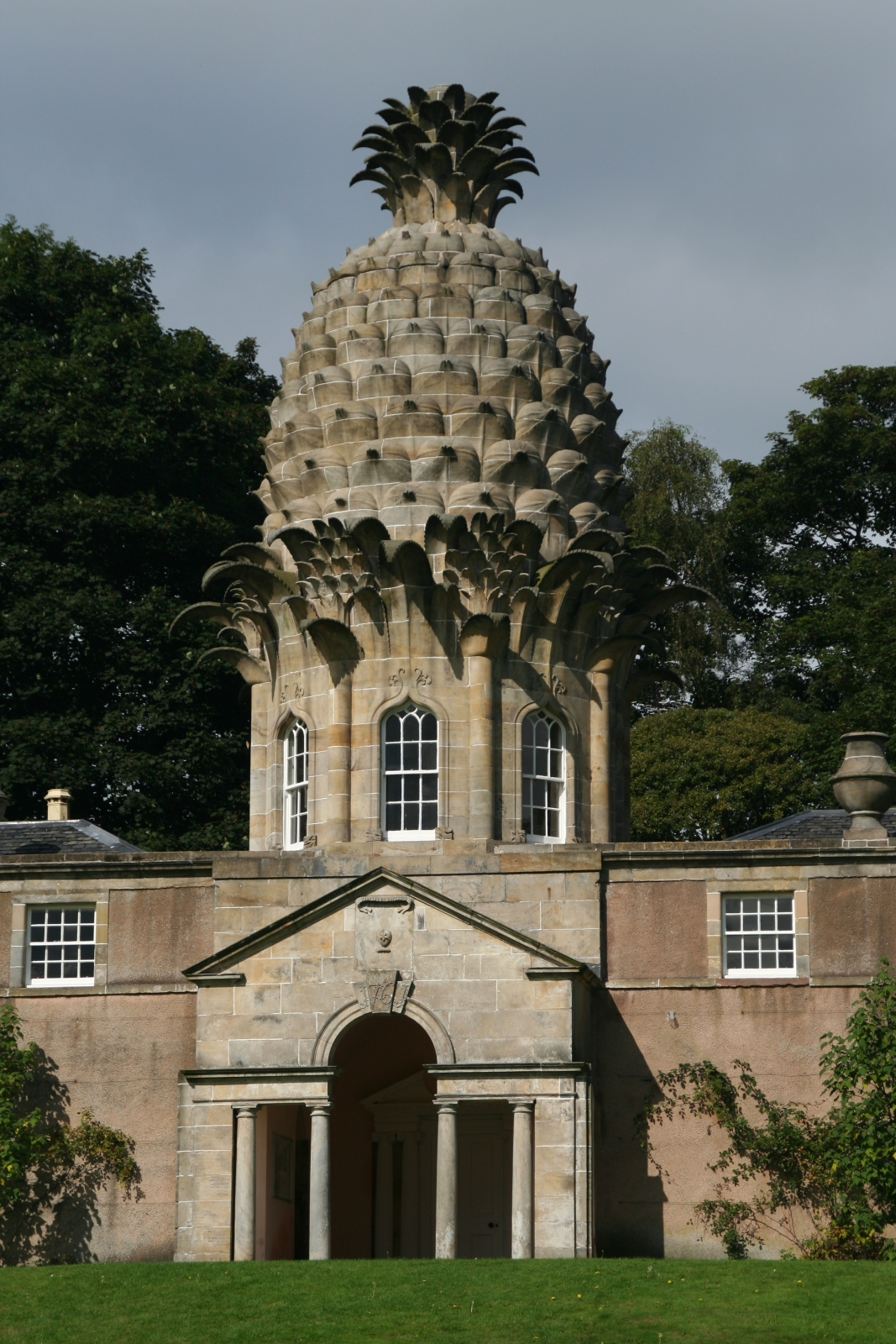
Dunmore Pineapple, cirka 1770, Falkirk kommun, Skottland.
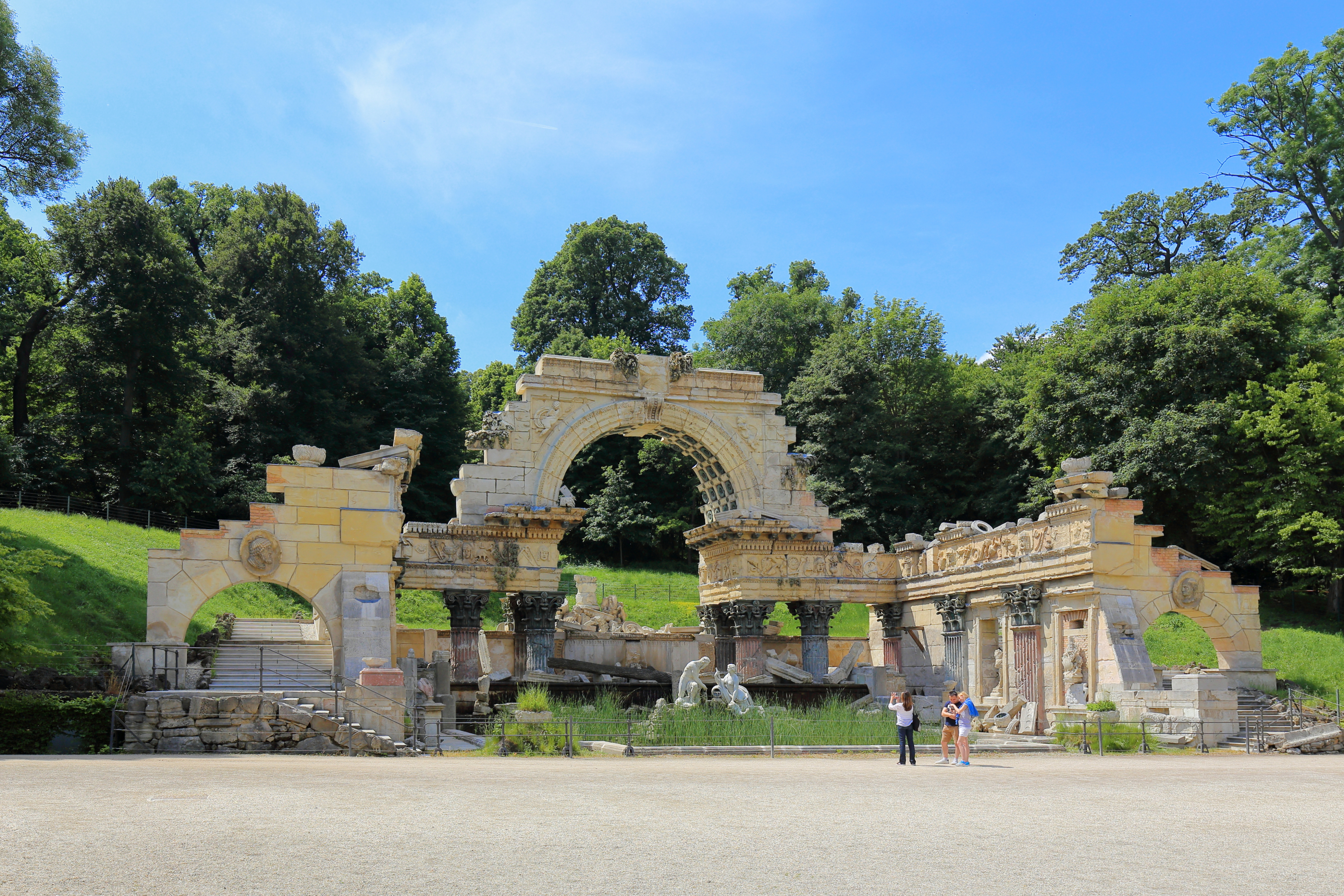
Romersk ruin i Schönbrunns slottspark, 1778, Wien, Österrike.
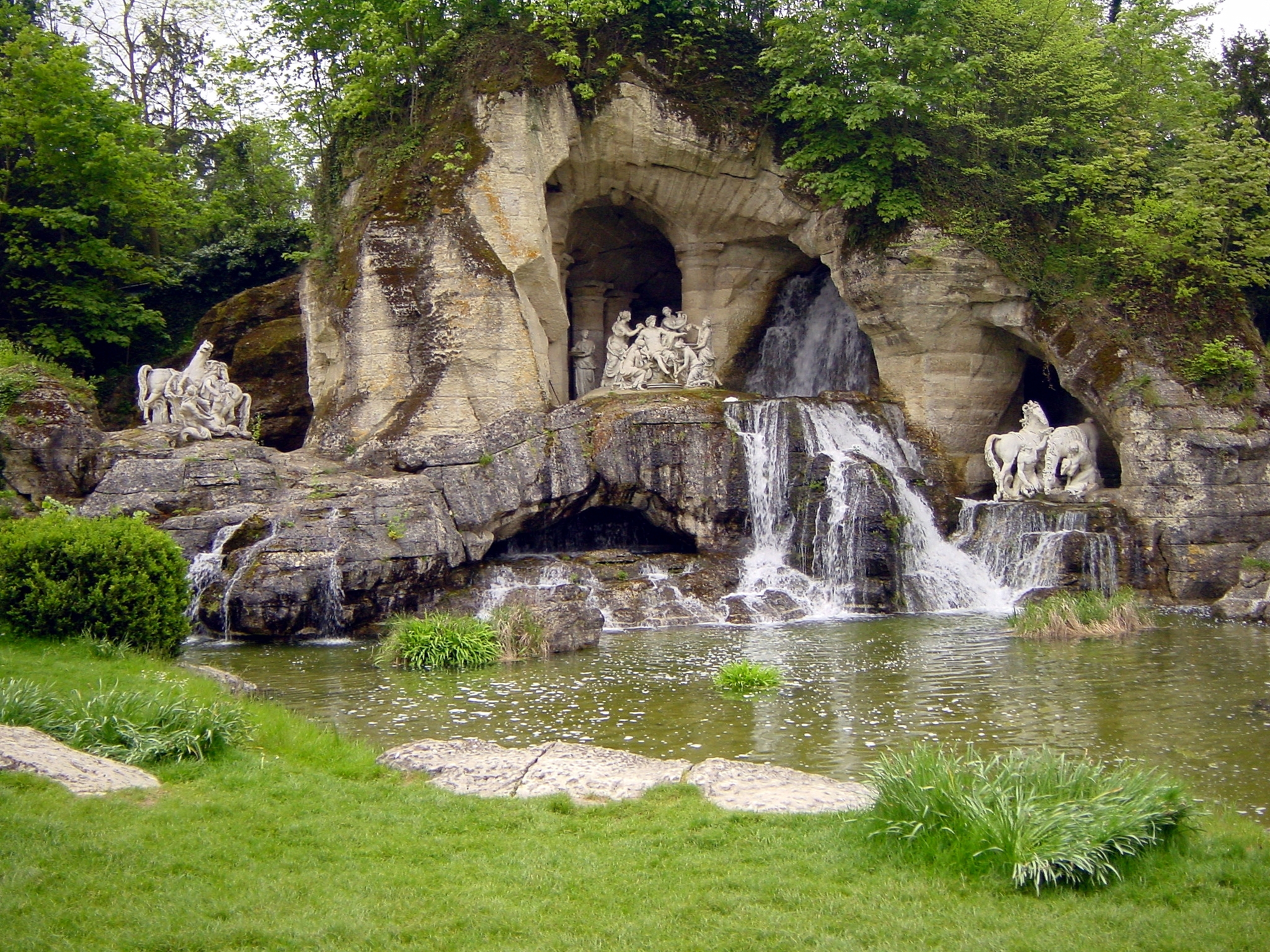
Apollons badlund i Versailles slottspark, 1780, Frankrike.
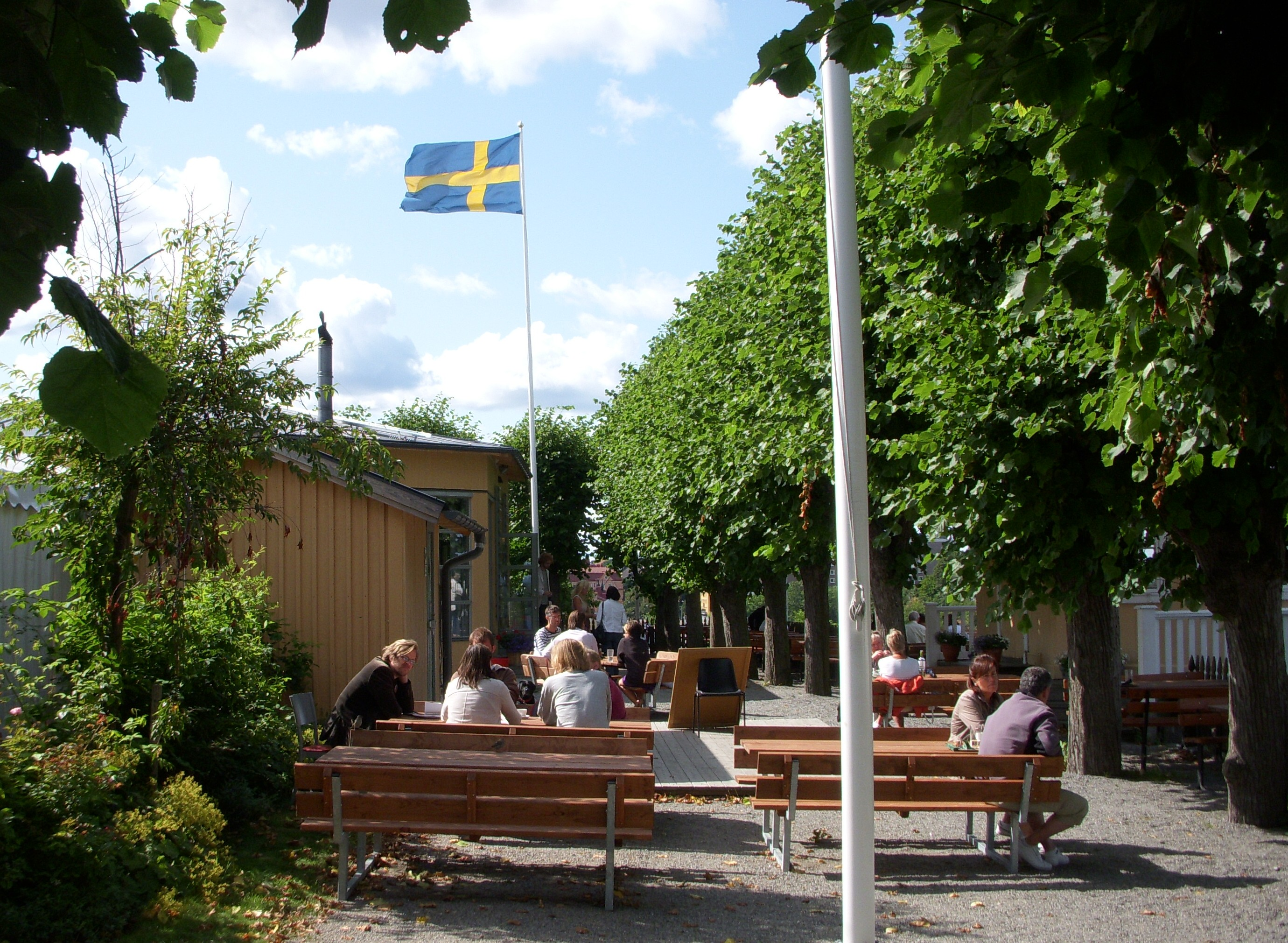
Fåfängan i Stockholm.

## Exempel på moderna fåfängor

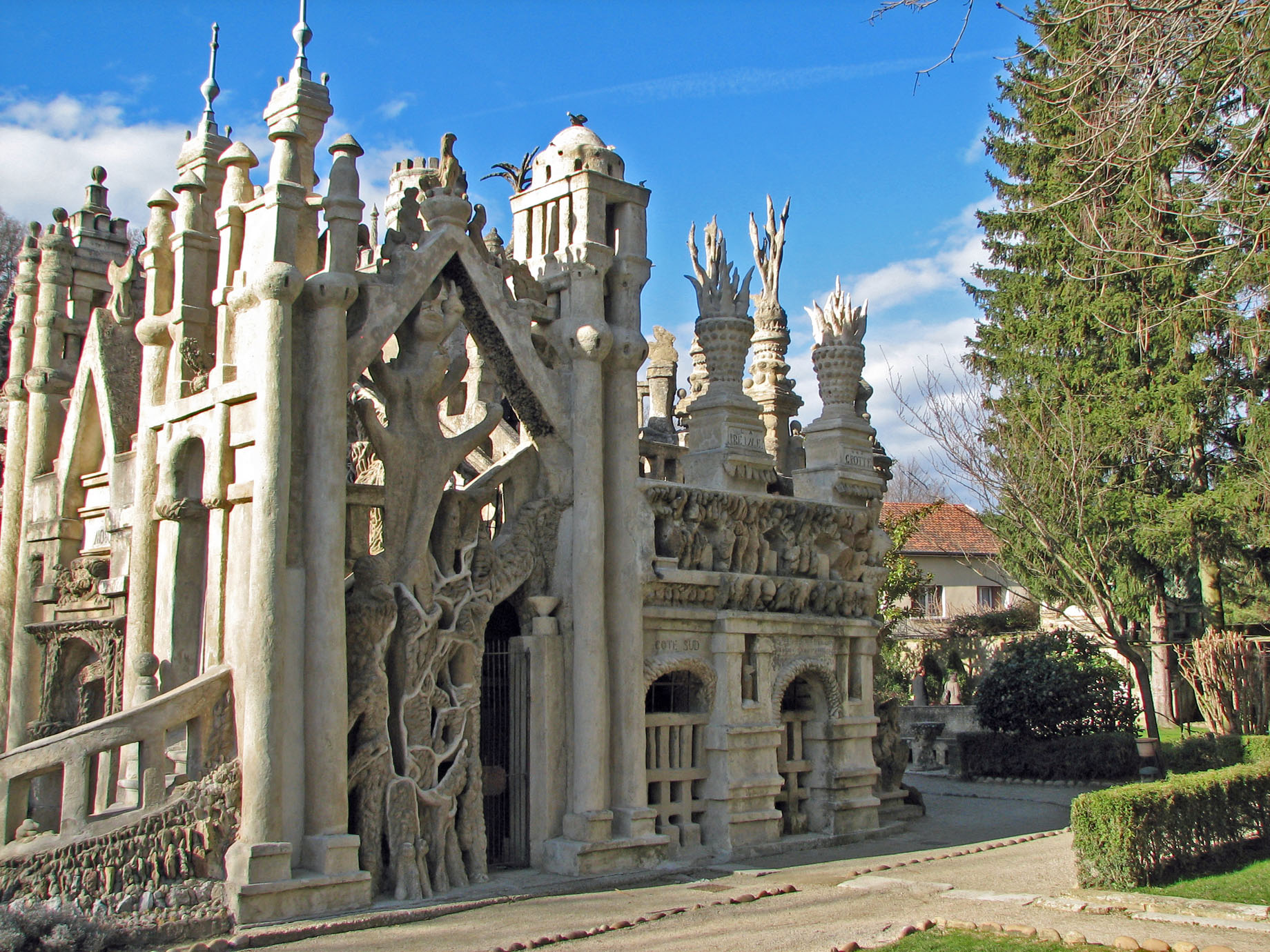
Postmästaren Ferdinand Chevals Palais Idéal, 1879-1912, Hauterives, Frankrike.
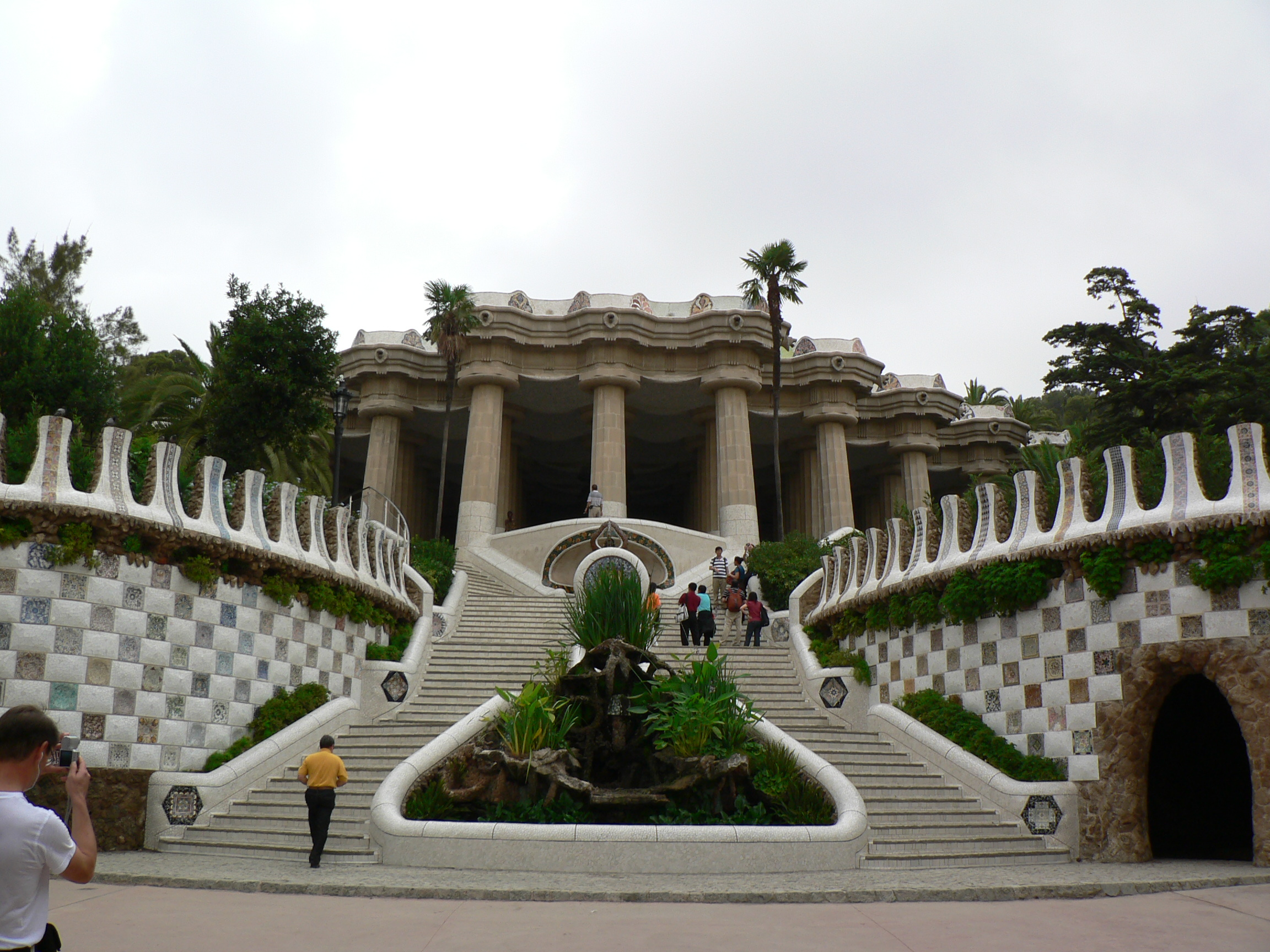
Trappa i Parc Güell av Antoni Gaudi, 1900-1914, Barcelona, Spanien.
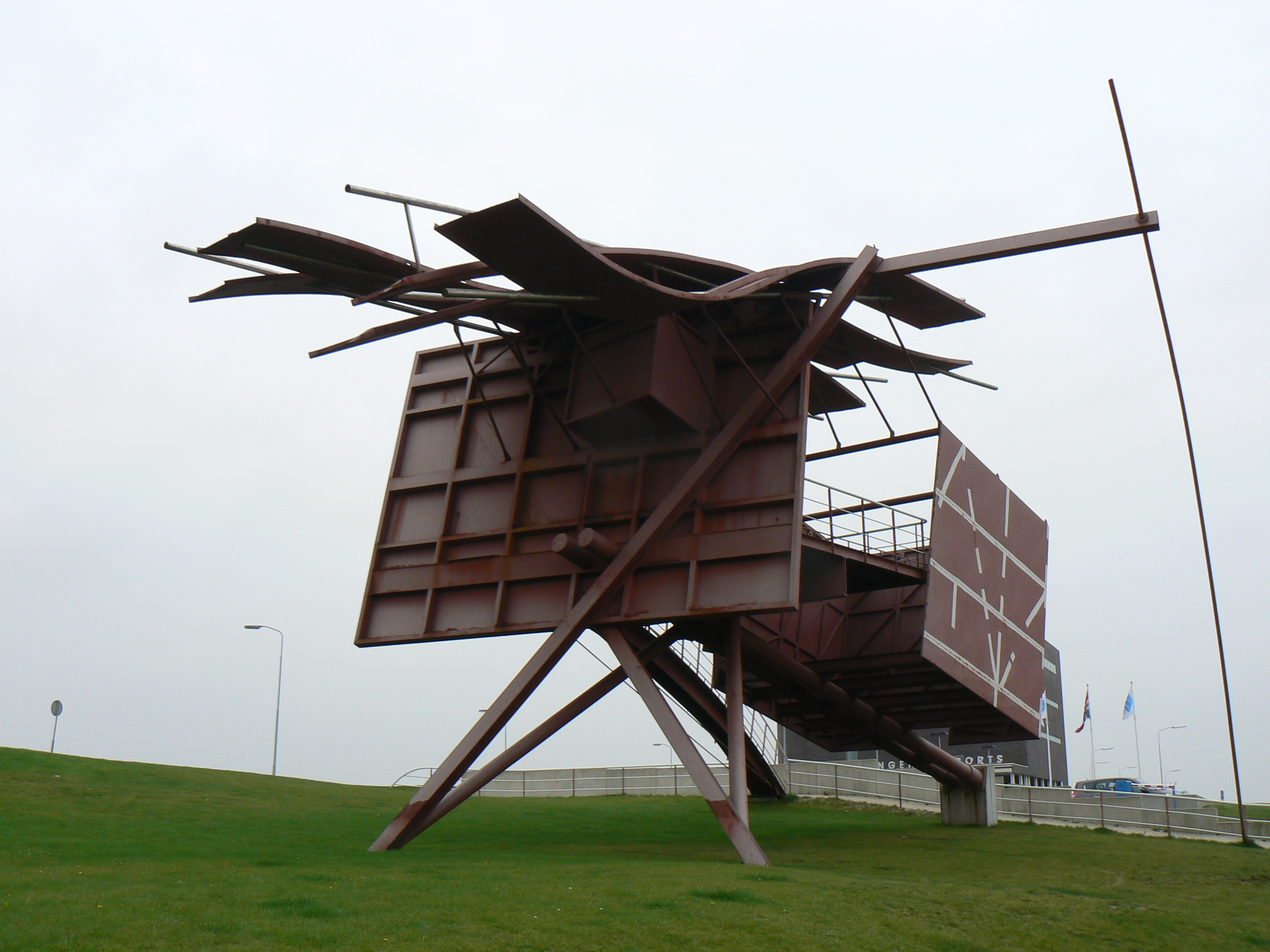
Video Clip Folly av Coop Himmelb(l)au, 1990, Delfzijl, Nederländerna
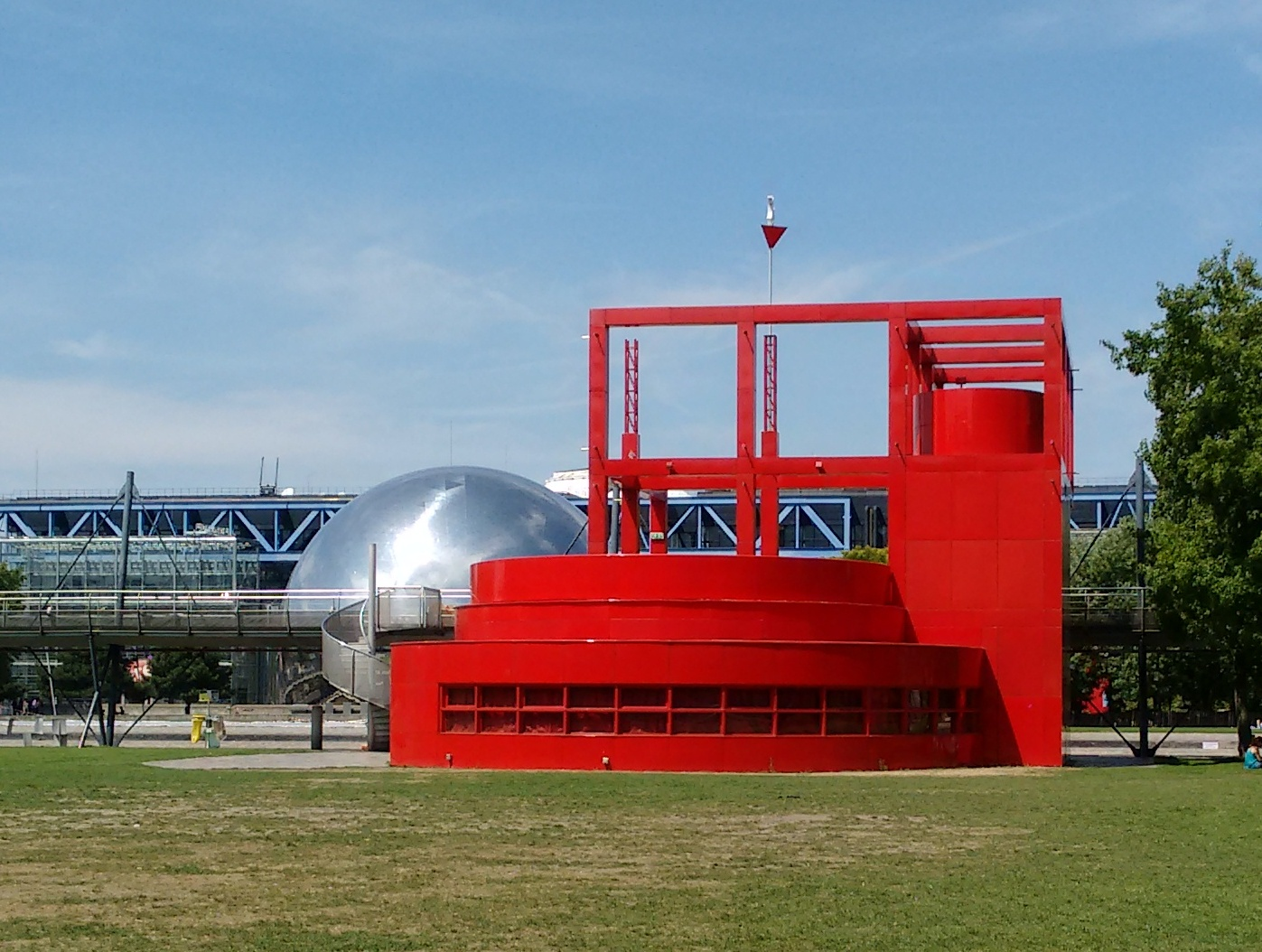
Follie Rouge en av 35 olika former, Parc de la Villette, Paris, Frankrike 1984-1987 Bernard Tschumi med Colin Fournier arkiteketer

### Allmänna källor
- Fåfänga i Nationalencyklopedins nätupplaga.